# Gettysburg (film)
Pour les articles homonymes, voir Gettysburg.
Pour plus de détails, voir Fiche technique et Distribution.
Gettysburg est un film historique américain réalisé par Ronald F. Maxwell et sorti en 1993. 
Le film retrace la bataille de Gettysburg pendant la guerre de Sécession aux États-Unis.
Il s'agit d'une adaptation du roman de Michael Shaara, The Killer Angels publié en 1974 et prix Pulitzer pour un roman de fiction en 1975.
D'une durée de 4 heures et 14 minutes, il s'agit de l'un des plus longs films sortis par un grand studio de cinéma aux États-Unis.
Tourné à l'origine comme une série télévisée, Gettysburg a bénéficié d'une sortie limitée dans les salles de cinéma, ce qui explique qu'il n'a rapporté que 12,7 millions de dollars pour un budget total de 20 millions de dollars.
Le film a cependant reçu des critiques positives et est considéré comme un succès, en raison des nombreuses ventes de vidéos et de son succès immédiat lorsqu'il fut diffusé sur la télévision par câble aux États-Unis.
Gettysburg a fait l'objet d'une préquelle, intitulée Gods and Generals, sortie en 2003.

## Résumé
Le film raconte de manière détaillée les trois jours de la bataille de Gettysburg, du 1er au 3 juillet 1863.

### Premier jour
Le film décrit tout d'abord les combats de la première journée lorsque la cavalerie nordiste du général John Buford entre en contact avec l'armée confédérée. 
La journée se termine par l'arrivée des renforts du général John F. Reynolds et le repli général de l'armée unioniste sur les hauteurs de Cemetery Ridge. 

### Deuxième jour

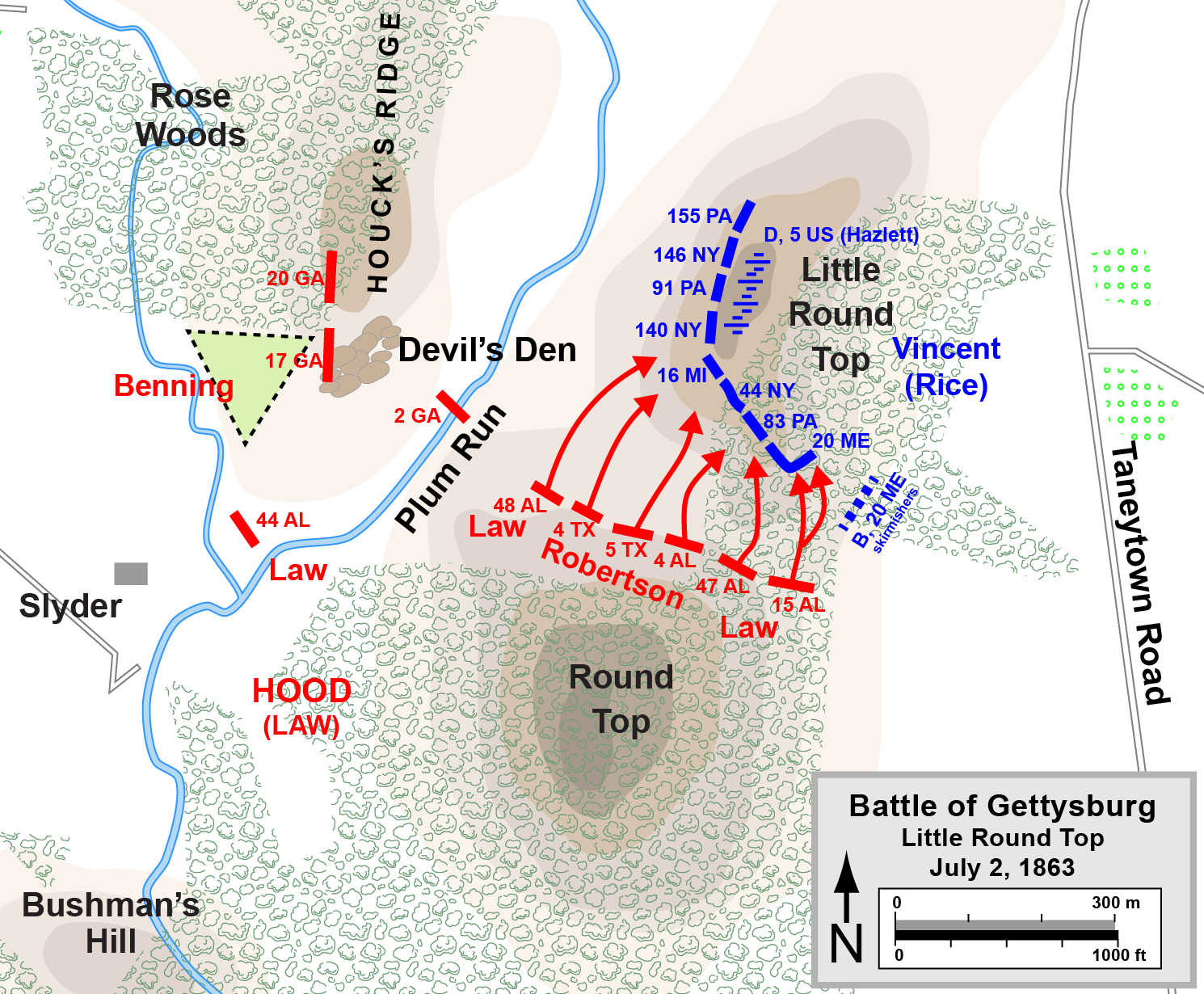
Carte de l'assaut final sur Little Round Top.

Lors de la deuxième journée, les combats se concentrent sur l'aile gauche de l'armée de l'Union, où Joshua Lawrence Chamberlain, qui commande le 20ème Régiment d'infanterie du Maine, doit défendre la colline de Little Round Top contre les assauts répétés des sudistes. 
La journée se termine par la décision audacieuse de Chamberlain de lancer une charge à la baïonnette qui fait de nombreux prisonniers sudistes et permet à l'Union de consolider ses positions sur l'aile gauche.

### Troisième jour
Le film suit ensuite les généraux confédérés James Longstreet, George Pickett et Lewis Addison Armistead durant les événements de la troisième journée. 
Croyant à tort que l'armée de l'Union a dégarni son centre afin de renforcer ses ailes, Robert Lee leur ordonne de préparer une attaque au centre, appelée la charge de Pickett. Malgré les inquiétudes de Longstreet, la décision est prise de lancer l'attaque. 
Le film décrit la préparation puis le lancement de cette charge d'infanterie. Durant leur marche, les Confédérés sont alors harcelés par l'artillerie nordiste qui les massacrent. Les rares Confédérés qui atteignent les lignes nordistes sont capturés ou tués.
Durant les combats, les généraux sudistes Armistead et Garnett sont tués. Kemper est sévèrement blessé tandis que le général nordiste Winfield S. Hancock est également touché en défendant le mur.
Voyant le reste de ses hommes se replier en désordre, Robert Lee leur indique que l'échec de cette charge est entièrement de sa faute.
Le film se termine par une scène de retrouvailles entre les deux frères et officiers nordistes Joshua Lawrence Chamberlain et Thomas Chamberlain, sur fond de soulagement pour le camp nordiste.

## Fiche technique
- Titre : Gettysburg
- Réalisation : Ronald F. Maxwell
- Scénario : Ronald F. Maxwell
- D'après le roman de Michael Shaara, The Killer Angels
- Production : Moctesuma Esparza et Robert Katz
- Sociétés de production : Alliance Vivafilm, TriStar Television, Esparza/Katz Productions et Turner Pictures
- Musique originale : Randy Edelman
- Photographie : Kees Van Oostrum
- Montage : Corky Ehlers
- Distribution des rôles : Joy Todd
- Décors : Cary White
- Costumes : Michael T. Boyd (en)
- Budget : $25,000,000
- Durée : 271 minutes
- Pays :  États-Unis
- Genre : film historique
- Dates de sortie : 
  - États-Unis : 8 octobre 1993
  - France : 14 décembre 1994

## Distribution

### Armée confédérée
- Tom Berenger (VF : Thierry Mercier) : Lt. Gen. James Longstreet
- Martin Sheen (VF : Marcel Guido) : Gen. Robert E. Lee
- Stephen Lang (VF : Jean-Bernard Guillard) : Maj. Gen. George E. Pickett
- Richard Jordan : Brig. Gen. Lewis A. Armistead
- Andrew Prine : Brig. Gen. Richard B. Garnett
- Patrick Gorman : Maj. Gen. John Bell Hood
- Bo Brinkman : Maj. Walter H. Taylor
- James Lancaster : Lt. Col. Arthur Fremantle
- William Morgan Sheppard : Maj. Gen. Isaac R. Trimble / Narrateur
- Kieran Mulroney : Maj. G. Moxley Sorrel
- James Patrick Stuart : Col. E. Porter Alexander
- Tim Ruddy : Maj. Charles Marshall
- Royce D. Applegate : Brig. Gen. James L. Kemper
- Warren Burton : Maj. Gen. Henry Heth
- Ivan Kane : Cap. Thomas J. Goree
- MacIntyre Dixon : Maj. Gen. Jubal A. Early
- Joseph Fuqua : Maj. Gen. J.E.B. Stuart
- Timothy Scott : Lt. Gen. Richard S. Ewell
- George Lazenby : Brig. Gen. J. Johnston Pettigrew
- Alex Harvey : Maj. Hawkins
- Cooper Huckabee : Henry T. Harrison

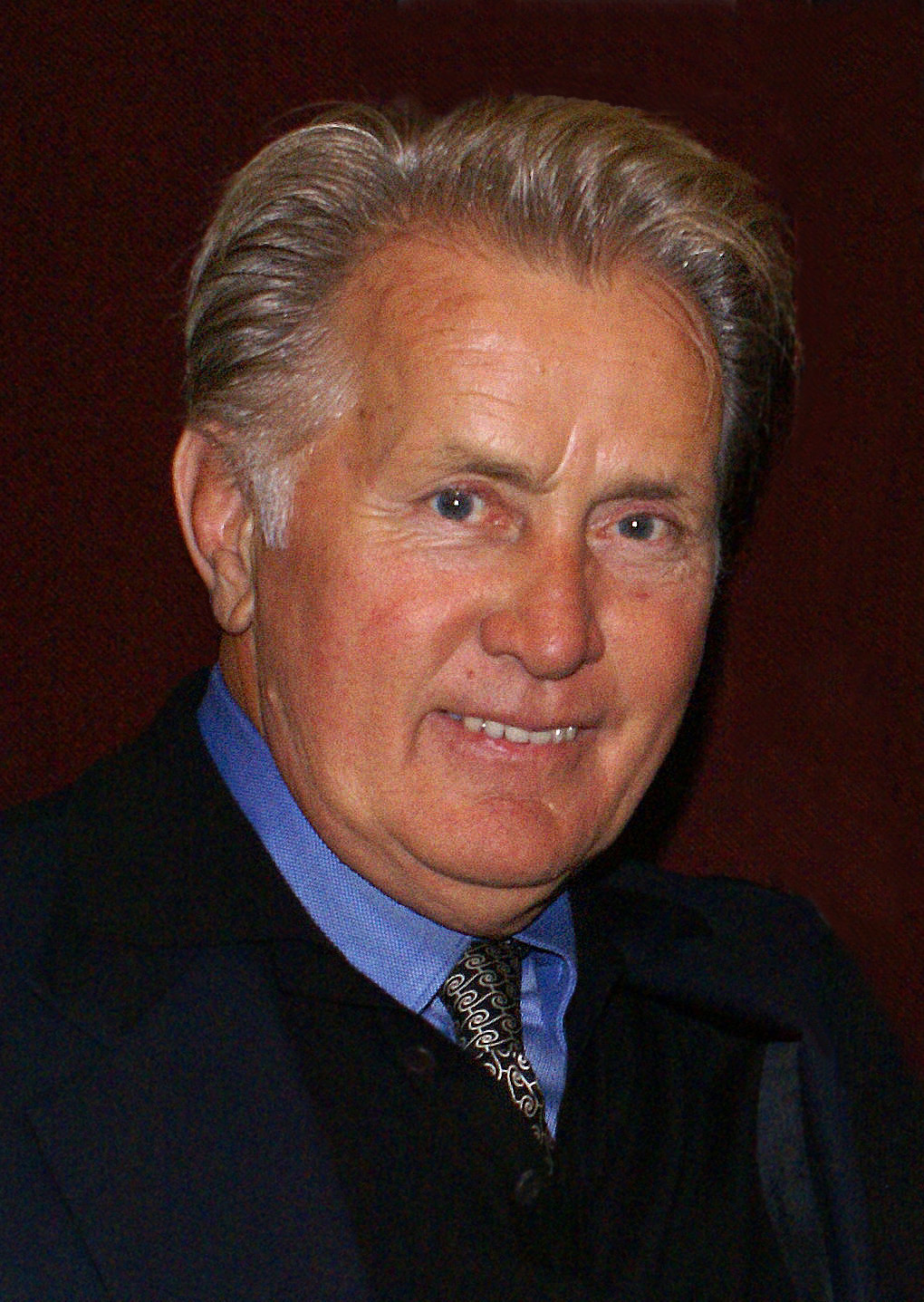
Martin Sheen (Robert E. Lee)
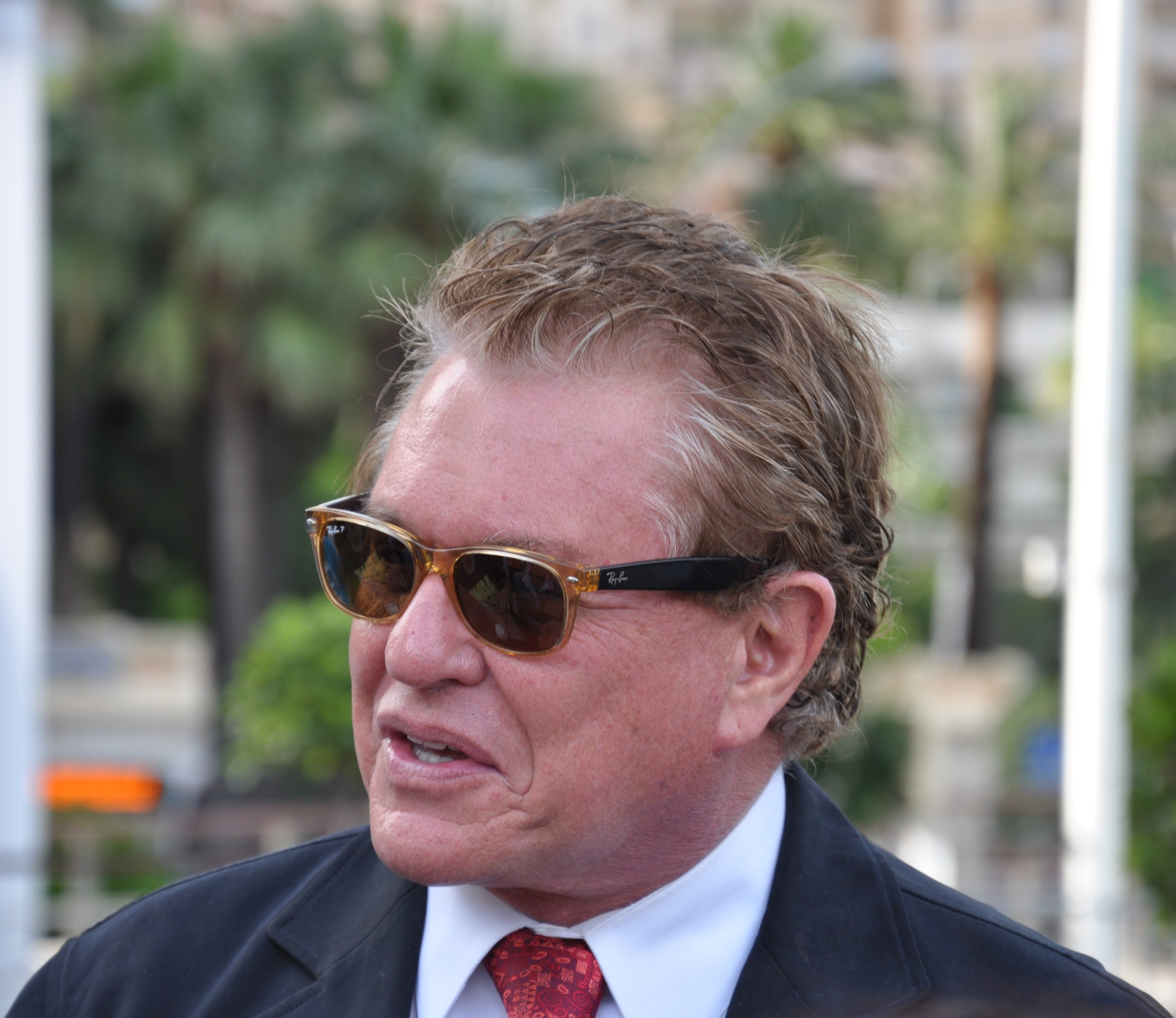
Tom Berenger (James Longstreet)
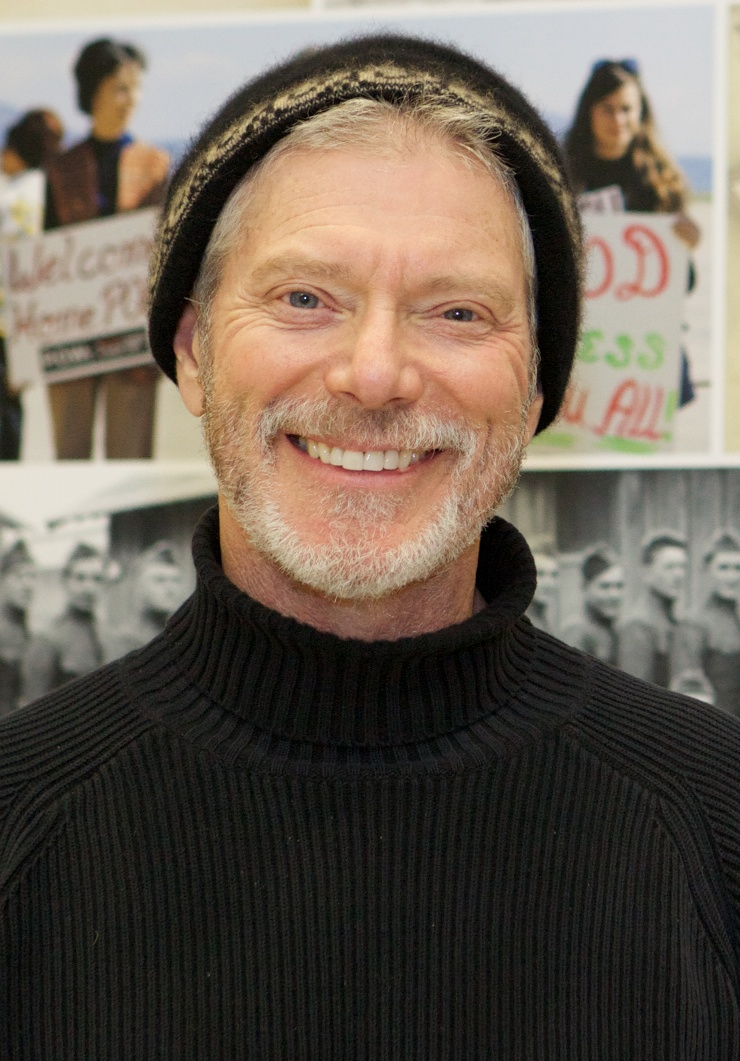
Stephen Lang (George E. Pickett)
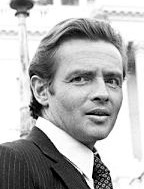
Richard Jordan (Lewis A. Armistead)

### Armée de l'Union
- Jeff Daniels (VF : Jérôme Keen) : Col. Joshua Lawrence Chamberlain
- Brian Mallon : Maj. Gen. Winfield S. Hancock
- Sam Elliott : Brig. Gen. John Buford
- C. Thomas Howell : Lt. Thomas Chamberlain
- Kevin Conway : Buster Kilrain
- John Rothman : Maj. Gen. John Fulton Reynolds
- Richard Anderson : Maj. Gen. George G. Meade
- Maxwell Caulfield : Col. Strong Vincent
- John Diehl : Pvt. Buckley

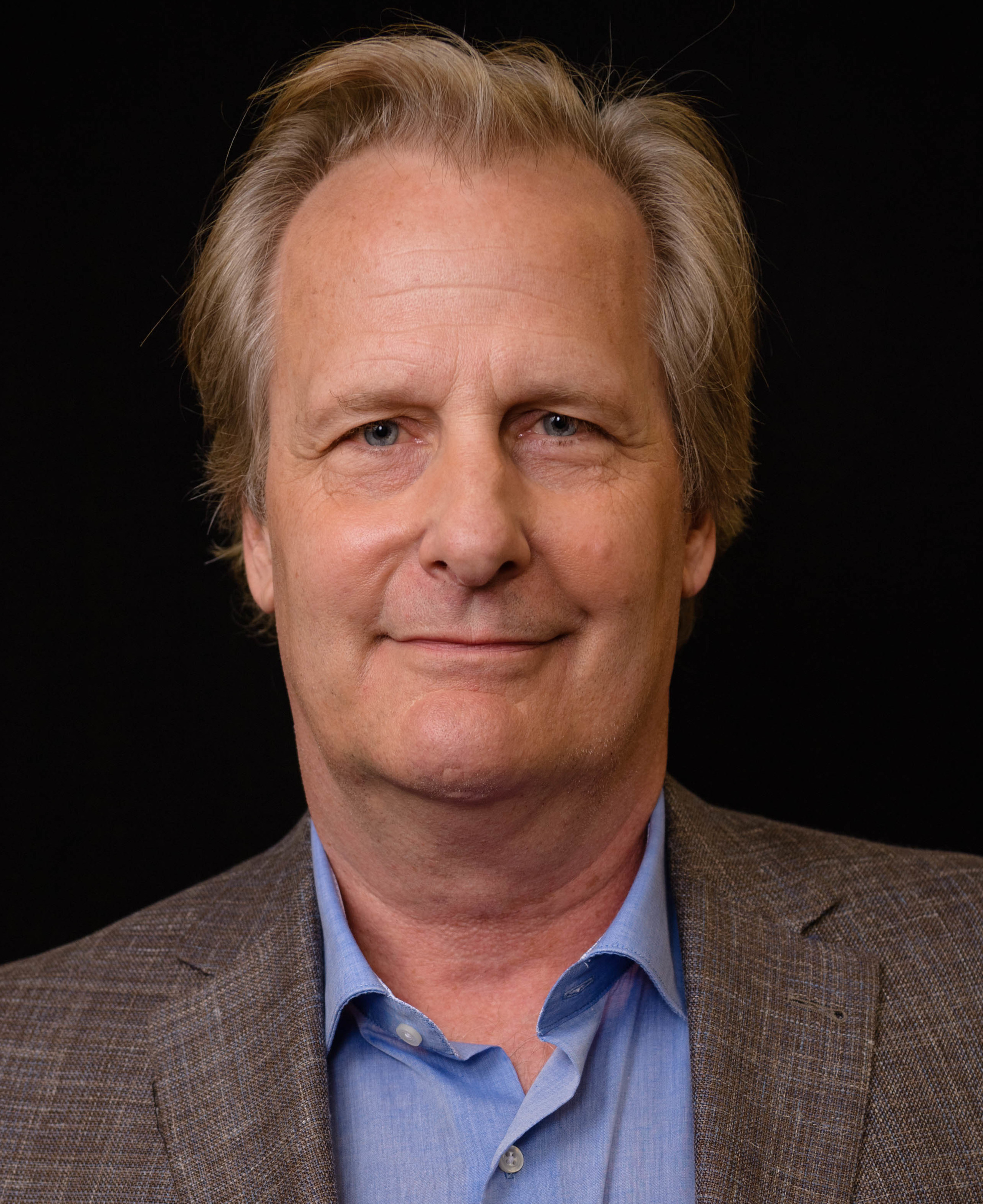
Jeff Daniels (Joshua Lawrence Chamberlain)
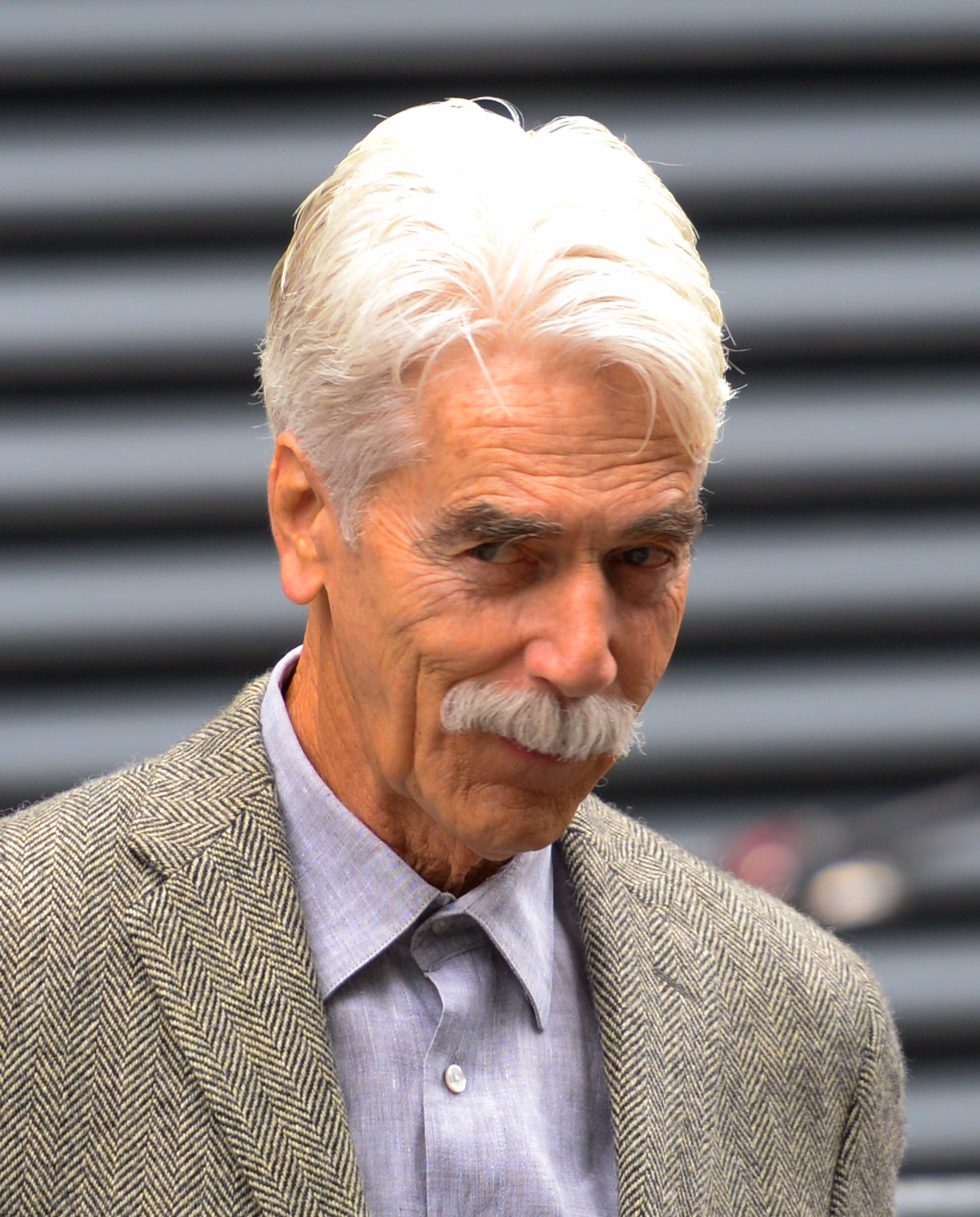
Samuel Elliott (Winfield S. Hancock)
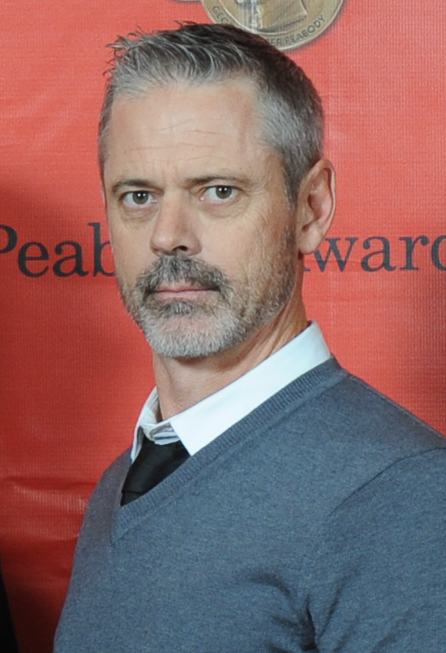
C. Thomas Howell (Thomas Chamberlain)
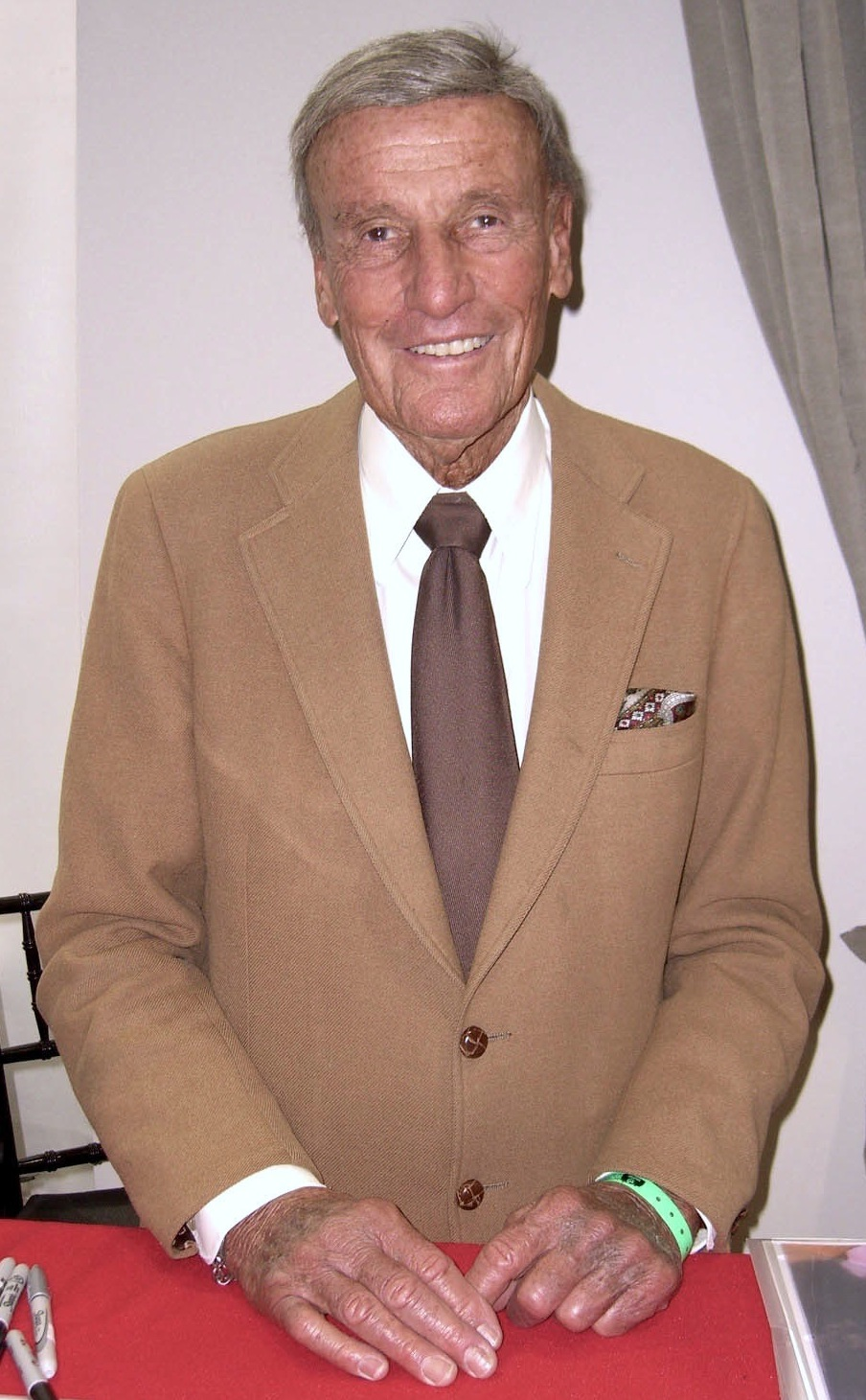
Richard Anderson (George G. Meade)

## Bande originale
1. Main Title
2. Men of Honor
3. Battle of Little Round Top
4. Fife and Gun
5. General Lee at Twilight
6. The First Battle
7. Dawn
8. From History to Legend
9. Over the Fence
10. We are the Flank
11. Charging Up the Hill
12. Dixie
13. General Lee's Solitude
14. Battle at Devil's Den
15. Killer Angel
16. March to Mortality
17. Kathleen Mavourneen
18. Reunion and Finale

## Production

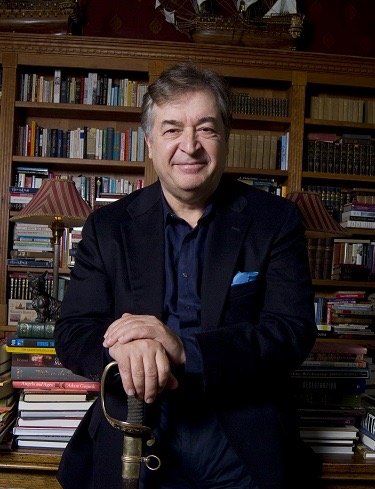
Ronald F. Maxwell, réalisateur de Gettysburg

En 1978, le groupe de télévision Reeves Teletape Studios acquiert les droits afin de réaliser une adaptation du roman historique The Killer Angels (« les Anges tueurs ») qui raconte la bataille de Gettysburg durant la guerre de Sécession aux États-Unis en 1863.
En 1981, le réalisateur Ronald F. Maxwell entame une collaboration avec l'auteur du roman, Michael Sharaa, afin d'écrire une proposition de scénario. En 1988, Michael Sharaa meurt mais Maxwell parvient à finaliser l'écriture d'un scénario de 400 pages.
La société PolyGram Pictures accepte de produire le projet sous la forme d'un film mais fait faillite peu de temps après. Maxwell essaye ensuite de vendre le projet à un autre studio mais échoue en raison des échecs répétés des productions historiques à la même période, telles que La Porte du paradis et Révolution, qui ont refroidi les studios américains.
Bien que Maxwell soit mécontent des séries télévisées sur la guerre civile américaine, il décide finalement à contrecœur d'essayer de sortir le projet sous la forme d'une série télévisée. Avec l'aide du documentariste Ken Burns, il obtient un financement de la part du magnat des médias américain Ted Turner. 
Gettysburg  est alors tourné comme une mini-série pour la chaîne de télévision Turner Network Television, mais est finalement diffusé sous la forme d'un film.

## Réception
Le journaliste Roger Ebert du Chicago Sun-Times a attribué au film une note de trois étoiles sur quatre. Il déclare : « C'est un film que les passionnés de la guerre civile américaine trouveront indispensables, même si d'autres pourraient le trouver également interminable. »
Malgré son indifférence initiale, le journaliste note qu'il a achevé le visionnage du film avec une nouvelle compréhension de la guerre civile. Il estime par ailleurs que l'acteur Jeff Daniels, qui incarne Joshua Lawrence Chamberlain, aurait mérité une nomination aux Oscars pour son interprétation.

## Analyse historique

### Précisions dans les reconstitutions

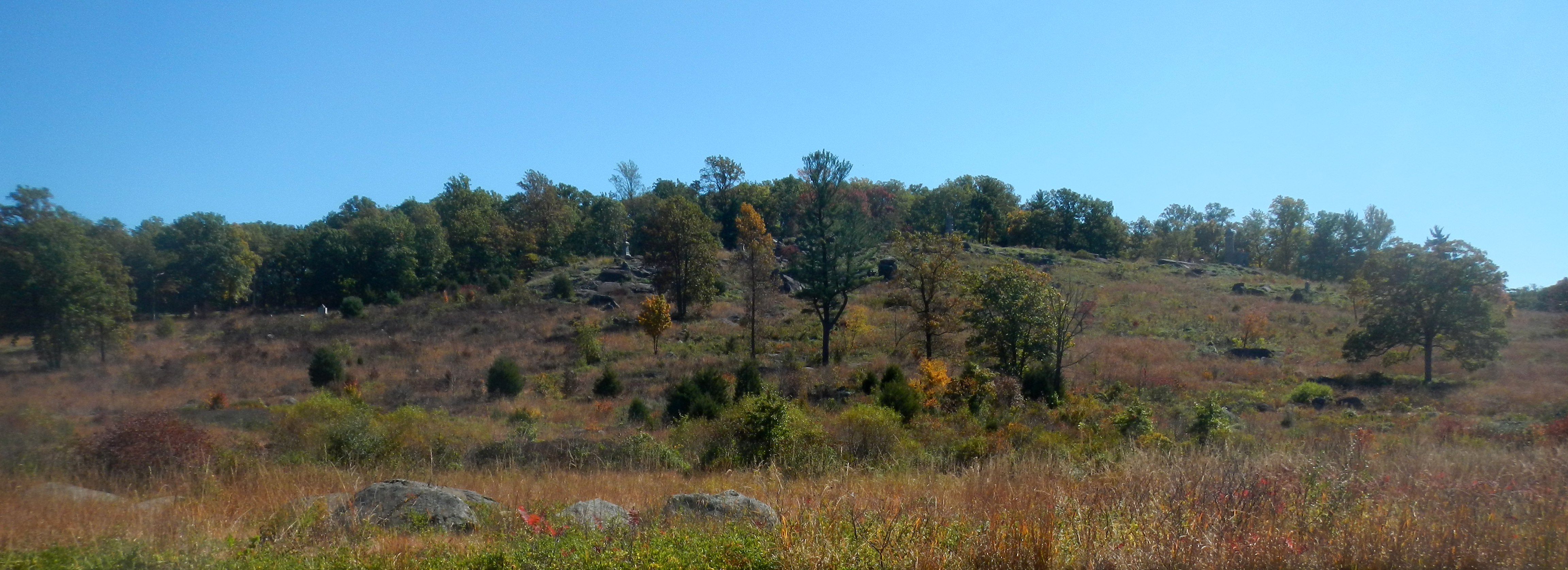
Les scènes du film ont été tournées sur les lieux mêmes du champ de bataille.

Dans le podcast Le Collimateur de l’Institut de recherche stratégique de l'École militaire (IRSEM), l'animateur et docteur en histoire Alexandre Jubelin avoue avoir été emballé par cette adaptation cinématographique : 

« Des films qui traitent de la guerre de Sécession, il y en a un paquet mais celui-ci sort du lot. [..] C'est une immense fresque qui est assez exceptionnelle par sa précision, par les reconstitutions et par sa qualité narrative. [..] Je n'ai pas souvent vu une bataille qui soit représentée avec un tel souci de précision et d'exactitude, aussi bien du point de vue des matériels que des mouvements de troupes. »

Dans la même lignée, le journaliste et historien Vincent Bernard note que le film a été tourné sur les lieux-même de la bataille avec la collaboration de passionnés ce qui a permis d'apporter à cette adaptation une précision toute particulière :

« C'est quelque chose de tout à fait inédit par son ampleur et qui a été tourné sur les lieux mêmes de la bataille, avec l'aide de milliers de figurants et de reconstituteurs qui font ça quasiment à longueur d'année et qui ont apporté une précision technique et matérielle qui est assez exceptionnelle. »

### Une vision proche de la réalité, bien que légèrement simplifiée
L'historien note que, même si certaines parties ont été simplifiées, le résultat global permet de comprendre de manière assez précise le déroulement de la bataille :

« C'est un film qui est assez rare car on est sur 4 heures d'anatomie de la bataille... On la voit essentiellement au travers des yeux des officiers de terrain. On peut ainsi en suivre les différentes phases, même si certaines ont été un peu simplifiées ou mythifiées. On théâtralise beaucoup par exemple certains épisodes comme la fameuse résistance du 20ème régiment du Maine à Little Round Top. Néanmoins on a l'articulation de la bataille telle qu'elle s'est vraiment déroulée en continu. »

Il nuance également l'image portée par le film d'une bataille qui s'est déroulée dans une localité sans aucun intérêt sur le plan militaire :

« Cette image d'une petit localité où les deux plus grandes armées de l'époque se retrouvent par hasard est très exagérée. Cela fait partie de la légende qui s'est tissée autour de la bataille dans les années suivantes. [..] À l'époque, Gettysburg est un nœud routier d'où partent 10 routes qui rayonnent dans toutes les directions, à la fois vers Washington, Baltimore et Philadelphie. Si les armées de Lee et de Meade se rencontrent à Gettysburg, ce n'est pas un hasard. C'est parce que les circonstances de la campagne font qu'ils visent précisément ce nœud là. C'est un vrai nœud stratégique. »

## Autour du film
L'acteur Jeff Daniels, qui incarne l'officier Joshua Lawrence Chamberlain, indique avoir beaucoup étudié et voyagé afin de comprendre son personnage : 

« Avant de tourner Gettysburg, j'ai plongé la tête la première dans tout ce que j'ai pu trouver sur Chamberlain, la guerre civile et sur cette bataille particulière. J'ai voyagé dans le Maine et visité la Société historique dédiée à sa vie. J'ai également rencontré l'érudit et écrivain Tom Desjardins, qui m'a beaucoup aidé à comprendre l'homme derrière le mythe. »

## Préquelle
Gettysburg a fait l'objet d'une préquelle, Gods and Generals, sortie en 2003, qui décrit les premières années de la guerre de Sécession de 1861 à 1863 avant la bataille de Gettysburg.
Le film a reçu des critiques négatives et a été un échec commercial, ne rapportant que 12,8 millions de dollars pour un budget de 56 millions de dollars.